# Championnat d'Europe de baseball 1956
Navigation
Édition précédente Édition suivante
Le championnat d'Europe de baseball 1956, troisième édition du championnat d'Europe de baseball, a eu lieu du 10 au 15 juillet 1956 à Rome, en Italie. Il a été remporté par les Pays-Bas.